# Synargis ethelinda
Synargis ethelinda is een vlindersoort uit de familie van de prachtvlinders (Riodinidae), onderfamilie Riodininae.
Synargis ethelinda werd in 1870 beschreven door Hewitson.